# Alain Weill
Alain Weill   (Estrasburg, 6 d'abril de 1961) (nascut el 6 d'abril de 1961 a Estrasburg) és un directiu i empresari francès a la indústria dels mitjans i les comunicacions mòbils.
Weill va obtenir una llicenciatura en economia i va completar la seva MBA a HEC Paris. La seva primera emissora professional va ser l'emissora de ràdio privada NRJ el 1985, i després es va convertir en director general de Quarare, una filial del proveïdor de serveis Sodexo. El 1990 va tornar al sector dels mitjans de comunicació, inicialment com a assistent de direcció i més tard com a director general del grup RTL. En aquest càrrec es va fer càrrec, entre altres coses, de BFM el 2002 i va llançar el canal empresarial BFM TV el 2005.
Com a funcionari múltiple, també va formar part dels consells de supervisió de l'empresa de telefonia mòbil SFR i de l'empresa de telecomunicacions Iliad i va dirigir el negoci operatiu del proveïdor de serveis d'Internet Altice Europe, inicialment com a director d'operacions i després com a director general.